# William Worthington Jordaan
Pour les articles homonymes, voir Worthington et Jordaan (homonymie).
William Worthington Jordaan (1849-1886) était un journaliste, chasseur, homme politique et explorateur métis de la colonie du Cap. 
Né à Wynberg en Afrique du Sud, il explora les territoires des futurs Angola, Botswana et Namibie. 
En 1877, il rencontra les Dorslandtrekkers (des boers qui avaient quitté la république du Transvaal et avaient traversé le désert du Kalahari pour se rendre dans le Sud-Ouest africain. Il se lia à eux et les mena jusqu'en Angola dans la région de Sa da Bandeira. 
En 1884, il obtint une concession territoriale à Grootfontein et Otavi cédée par Kambonde kaMpingana, le roi ovambo des Ndongas.
Le 21 avril 1884, c'est sous son commandement que 45 familles boers d'Angola viennent alors s'implanter près de Grootfontein où ils proclament la fondation de la république d'Upingtonia. 
Les boers rencontrent alors l'hostilité d'ethnies rivales des Ndongas revendiquant ce territoire. 
Le meurtre de Jordaan à Omandonga le 30 juin 1886 apparemment sur ordre du roi Nehale lyaMpingana marqua la fin de la petite république boer. Alors que les colons repartaient en Angola ou regagnaient le Transvaal, le territoire fut finalement acquis par la Compagnie allemande du Sud-Ouest Africain. 